# スッビアーノ
スッビアーノ (伊: Subbiano) は、イタリア共和国トスカーナ州アレッツォ県にある、人口約6,300人の基礎自治体（コムーネ）。

## 地理

### 位置・広がり

#### 隣接コムーネ
隣接するコムーネは以下の通り。
- アンギアーリ
- アレッツォ
- カポローナ
- カプレーゼ・ミケランジェロ
- カステル・フォコニャーノ
- キティニャーノ
- キウージ・デッラ・ヴェルナ

### 気候分類・地震分類
スッビアーノにおけるイタリアの気候分類 (it) および度日は、zona D, 2041 GGである。
また、イタリアの地震リスク階級 (it) では、zona 2 (sismicità media) に分類される。

## 行政

### 分離集落
スッビアーノには以下の分離集落（フラツィオーネ）がある。
- Calbenzano, Casa la Marga, Castelnuovo, Chiaveretto, Falciano, Giuliano, Montegiovi, Poggio d'Acona, Ponte Francese, Santa Mama, Savorgnano, Terranera di Sopra, Travigante, Vogognano